# Aphelandra dodsonii
Aphelandra dodsonii är en akantusväxtart som beskrevs av Wasshausen. Aphelandra dodsonii ingår i släktet Aphelandra och familjen akantusväxter. Inga underarter finns listade i Catalogue of Life.